# Теракт в Грозном 9 мая 2004 года
Теракт в Грозном 9 мая 2004 года на гостевой трибуне стадиона «Динамо» произошёл в 10:35 после завершения официальной части торжеств, посвящённых Дню Победы. В результате подрыва заложенного в основание трибуны фугаса погибли 7 человек, в том числе президент Чечни Ахмат Кадыров и председатель чеченского Госсовета Хусейн Исаев, а около 80 человек получили ранения.
Ответственность за взрыв на грозненском стадионе «Динамо» взяли на себя полевые командиры чеченских сепаратистов Шамиль Басаев и Сулейман Эльмурзаев, заявившие, что целью теракта являлось убийство Ахмата Кадырова и Хусейна Исаева. Расследование взрыва на стадионе параллельно вели Генеральная прокуратура России и чеченский парламент, а также сын погибшего президента Чечни Рамзан Кадыров, объявивший о намерении лично отомстить террористам. В 2006—2007 годах Басаев и Эльмурзаев были убиты в ходе операций федеральных и чеченских спецслужб. В том же 2007 году расследование прокуратуры, которой за несколько лет после теракта в Грозном так и не удалось установить точный состав террористической группы, было приостановлено. Весной 2009 года президент Чечни Кадыров предпринял попытку вновь открыть дело о взрыве 9 мая 2004 года, обвинив бывшего командира батальона «Восток» Сулима Ямадаева в соучастии в этом преступлении, однако прокуратура признала возобновление расследования необоснованным. Обвинения по этому уголовному делу официально никому не были предъявлены.

## Теракт
9 мая 2004 года на стадионе «Динамо» в Грозном проходили праздничные мероприятия, посвящённые Дню Победы. С 10 часов утра на беговой дорожке стадиона в парадном строю маршировали солдаты внутренних войск и милиционеры. За парадом на трибуне для почётных гостей наблюдали президент Чечни Ахмат Кадыров, председатель чеченского Госсовета Хусейн Исаев, командующий Объединённой группировкой войск на Северном Кавказе генерал-полковник Валерий Баранов и другие представители руководства республики. Прибытие президента Чечни на стадион «Динамо» 9 мая стало полной неожиданностью для его подчинённых: изначально предполагалось, что Кадыров, посетивший за два дня до этого инаугурацию Владимира Путина, пробудет в Москве ещё несколько дней. Между тем Ахмат Кадыров решил лично принять участие в праздновании Дня Победы в чеченской столице и 8 мая улетел в Грозный.
После окончания парада в 10:30 на стадионе начался праздничный концерт; на сцене выступала народная артистка Чечни Тамара Дадашева. Валерий Баранов предложил чеченскому президенту покинуть стадион во время концерта, так как в тот день у него было также запланировано посещение 46-й бригады внутренних войск. Однако Кадыров решил задержаться на стадионе «Динамо» подольше, чтобы послушать несколько нравившихся ему песен Дадашевой.
В 10:35 на гостевой трибуне раздался оглушительный взрыв, эпицентр которого располагался прямо под сиденьем Ахмата Кадырова; один из осколков бомбы прошёл ему навылет через голову. Через несколько секунд после срабатывания взрывного устройства бойцы службы безопасности президента Чечни открыли беспорядочную стрельбу из автоматов, и зрители на стадионе в панике бросились к выходу. Смертельно раненного Ахмата Кадырова извлекли из образовавшегося в полу трибуны пролома и увезли в больницу, однако по дороге туда он умер.
Всего в результате взрыва бомбы на грозненском стадионе погибли 7 человек, включая президента Кадырова, председателя Госсовета Чечни Исаева и фотокорреспондента агентства Reuters Адлана Хасанова. Ещё одной жертвой теракта стала 8-летняя девочка, скончавшаяся от полученной при подрыве трибуны черепно-мозговой травмы. Ранения получили около 80 человек, в том числе и сидевший рядом с Ахматом Кадыровым генерал-полковник Баранов, которому взрывом оторвало ногу. По распоряжению Сергея Абрамова — и. о. президента Чеченской Республики — семьям погибших на стадионе было выплачено по 300 тысяч, а раненым — от 15 до 50 тысяч рублей в зависимости от серьёзности полученных увечий. В отличие от предыдущих терактов в Чечне, большая часть суммы выплат была выделена напрямую из республиканского бюджета.
О теракте в Грозном практически сразу был извещён президент России Владимир Путин, в тот момент принимавший парад Победы на Красной площади; после парада он встретился в Кремле с Рамзаном Кадыровым — сыном убитого президента Чечни. По указу Путина Ахмату Кадырову было посмертно присвоено звание Героя России, а погибший председатель чеченского Госсовета Хусейн Исаев был удостоен Ордена Мужества. Прилетев в Грозный через несколько дней после теракта, президент лично вручил эти награды родным Кадырова и Исаева, а также посетил в госпитале тяжелораненого генерал-полковника Валерия Баранова.
10 мая 2004 года Ахмата Кадырова похоронили в его родовом селе Центорой Курчалоевского района Чечни, а Хусейна Исаева — в селе Итум-Кали. Похороны погибшего президента посетили несколько тысяч человек, в том числе министры чеченского правительства, а также руководители сопредельных краёв и республик Северного Кавказа. Траур по погибшим в теракте, в ходе которого на всей территории Чечни были отменены развлекательные мероприятия, а телевидение транслировало лишь чтение Корана, продолжался вплоть до 14 мая 2004 года.

## Расследование
После взрыва на стадионе «Динамо» прокуратурой Чечни было возбуждено уголовное дело по статьям 105 («Убийство»), 205 («Терроризм») и 277 («Покушение на жизнь государственного деятеля») Уголовного кодекса РФ. Генеральный прокурор России Владимир Устинов направил в Грозный своего заместителя Сергея Фридинского, который стал руководить расследованием теракта.
Следственная группа, работавшая на стадионе «Динамо», пришла к выводу, что для подрыва трибуны почётных гостей террористы использовали 2 осколочно-фугасных снаряда калибра 152 мм, которые применяются при стрельбе из гаубиц или артиллерийских орудий типа «Гиацинт». Снаряды были начинены 4 килограммами пластита и снабжены армейскими детонаторами. Организаторы теракта поместили взрывные устройства в бетонное перекрытие гостевой трибуны, расположив их под местом, где обычно сидел Ахмат Кадыров, и провели к детонаторам провода длиной 30-40 метров. Однако утром 9 мая 2004 года взорвался только один из заложенных террористами снарядов; второй снаряд был повреждён при взрыве первого и не сработал. Участники подготовки теракта также пронесли на стадион заполненную пластитом полуторалитровую бутылку, на которой был установлен часовой механизм; бомбу удалось обезвредить всего за 10 минут до указанного на её таймере времени взрыва. 13 мая 2004 года сапёры нашли на стадионе «Динамо» ещё одно СВУ на основе тротиловых шашек с поражающими элементами — болтами, гайками и металлическими обрезками.
Заместитель Генерального прокурора РФ Сергей Фридинский подверг критике работу телохранителей Ахмата Кадырова, заявив, что последние не приняли всех надлежащих мер безопасности перед Днём Победы. Фридинский не исключил, что покушение на президента Чечни увенчалось успехом из-за предательства кого-то из бойцов его личной охраны. Начальник штаба службы безопасности Кадырова Артур Ахмадов отверг обвинения замгенпрокурора в предательстве и подчеркнул, что в президентской охране вообще не было специалистов по поиску и обезвреживанию бомб, и поэтому она не несла ответственности за инженерную разведку на стадионе. На праздновании Дня Победы Ахмата Кадырова сопровождали всего несколько телохранителей, так как большая часть его службы безопасности в тот день находилась в горах, преследуя отряд бригадного генерала ЧРИ Ахмада Авдорханова. В свою очередь военный комендант Ленинского района Грозного Андрей Деревянко, чьи сапёры и кинологи обследовали стадион «Динамо» 8—9 мая 2004 года, утверждал, что обнаружению снарядов в перекрытиях гостевой трибуны помешала слабая оснащённость его подразделения.
Сотрудники прокуратуры полагали, что снаряды, предназначенные для подрыва трибуны с руководством Чечни, могли быть заложены в ходе проводившихся на стадионе «Динамо» ремонтных работ. Во время парадов Победы 2002—2003 годов этот грозненский стадион уже становился мишенью террористов. После подрыва 9 мая 2003 года фугаса, вмурованного в стадионную ограду, власти приняли решение провести реконструкцию всего спортивного сооружения. Летом 2003 года на нём были заменены зрительские скамейки и железобетонные стойки, а также кирпичная кладка под трибуной для почётных гостей. Ремонт стадиона, в котором участвовало свыше полусотни человек, осуществлялся жилищно-коммунальной службой Ленинского района Грозного; при этом на стройке не была выставлена охрана, а приезжавшие грузовики со стройматериалами никто не досматривал. Когда в апреле — мае 2004 года там шёл косметический ремонт, надзор за действиями рабочих также практически отсутствовал: первый милицейский пост появился у стадиона «Динамо» только 7 мая 2004 года, хотя мэрия Грозного ещё за несколько недель до этого дала силовым структурам указание обеспечить охрану спортивного объекта. По информации службы безопасности президента Чечни, ведущий к взрывному устройству провод был проложен под трибуной во время весеннего ремонта, так как штукатурка, которой он был замаскирован, была нанесена примерно за неделю до теракта.
Прокуратура начала изучать списки ремонтировавших стадион рабочих, чтобы проверить, имел ли кто-либо из них связи с чеченскими боевиками. Одним из первых под подозрение следователей попал каменщик Лом-Али Чупалаев, проживавший в селе Алхазурово Урус-Мартановского района Чечни. Двое его братьев сражались против федеральных войск в годы Первой и Второй чеченской войны: младший, Саид-Эмин, был участником отряда Руслана Гелаева и погиб в 1996 году; старший брат Лом-Али, Саид-Магомед Чупалаев, служил под началом Шамиля Басаева и после своего ареста был осуждён в 2003 году на 16 лет тюремного заключения за терроризм, незаконное хранение оружия и участие в НВФ. С 14 апреля по 8 мая 2004 года Лом-Али Чупалаев участвовал в строительстве боксёрского зала стадиона «Динамо», занимаясь заливкой фундамента и укладкой кирпича, а также ремонтировал служебные помещения под стадионными трибунами. В ночь на 12 мая 2004 года каменщика задержали в собственном доме и увезли на допросы в Грозный, но месяц спустя, по данным МВД Чечни, следовательская группа пришла к выводу, что Чупалаев не имел отношения к подготовке взрыва на стадионе «Динамо».
Вдобавок к этому во второй половине мая 2004 года СМИ, ссылаясь на полковника Илью Шабалкина, представителя Регионального оперативного штаба по управлению контртеррористической операцией на Северном Кавказе, сообщили о ликвидации в Грозном двух полевых командиров — Саид-Эмина Элиханова и Тауса Удаева, которые, по словам Шабалкина, стояли за терактом на грозненском стадионе. Сотрудники чеченской милиции не подтверждали причастность этих боевиков к теракту 9 мая 2004 года, отметив, что никаких веских доказательств данной версии полковник Шабалкин не привёл, а само МВД Чечни не рассматривало Удаева и Элиханова как подозреваемых по этому уголовному делу.
Кроме Лом-Али Чупалаева, в прессе говорилось о задержании и других подозреваемых в организации убийства президента Чечни Ахмата Кадырова, а также о данных ими на допросах признательных показаниях. Несмотря на это, прокуратура в течение года после взрыва на стадионе «Динамо» так и не смогла выйти на его исполнителей и организаторов, хотя следователи и предполагали, что заказчиками теракта были лидеры чеченских сепаратистов Аслан Масхадов и Шамиль Басаев. В организации покушения подозревались личный помощник Басаева Ризван Исаев, а также полевой командир Юнади Турчаев, командовавший силами боевиков в Грозном. По словам заместителя Генерального прокурора Николая Шепеля, по состоянию на май 2005 года ни одному из задержанных в ходе расследования лиц не было предъявлено обвинение в этом преступлении.
В середине апреля 2005 года первый вице-премьер Чечни Рамзан Кадыров раскритиковал возглавляемое прокуратурой расследование теракта на стадионе «Динамо», указав на крайне медленный ход следствия и отсутствие прогресса в установлении виновных. Он заявил, что в соответствии с традицией «кровной мести» начал вести собственное расследование убийства своего отца, в ходе которого его бойцы смогли выявить и ликвидировать нескольких участников НВФ, заложивших взрывные устройства под гостевой трибуной стадиона, а также террориста, взорвавшего трибуну 9 мая 2004 года. По данным Кадырова, подготовкой взрыва на грозненском стадионе занималось пятеро боевиков. Вице-премьер Чечни обещал в первую годовщину теракта обнародовать их имена для широкой общественности, однако не сделал этого, а также не стал делиться этой информацией с прокуратурой. В том же мае 2005 года председатель Госсовета Чечни Таус Джабраилов объявил о создании парламентской комиссии по расследованию убийства президента Кадырова.

### Ответственность за теракт
17 мая 2004 года на сайте чеченских сепаратистов «Кавказ-центр» было опубликовано письмо Шамиля Басаева, в котором он взял на себя ответственность за взрыв на стадионе «Динамо». Согласно заявлению Басаева, Ахмат Кадыров и Хусейн Исаев были убиты по приговору шариатского суда, а сам теракт, являвшийся частью операции «Возмездие», носил кодовое название «Нал-17». В письме также говорилось о другой планировавшейся боевиками спецоперации «Моська-2» — покушении на президента России Владимира Путина. В размещённом в июне 2006 года на том же сайте заявлении Басаев вновь подтвердил, что являлся заказчиком убийства Ахмата Кадырова, уточнив, что заплатил исполнителям этого теракта 50 тысяч долларов.
Другим полевым командиром, назвавшим себя организатором убийства Ахмата Кадырова, был Сулейман Эльмурзаев по прозвищу «Хайрулла», в 2004 году командовавший отрядом сепаратистов в Ведено. Соответствующее заявление появилось на одном из сайтов боевиков летом 2004 года. По словам министра внутренних дел Чечни Руслана Алханова, 9 мая 2004 года Эльмурзаев со своими подчинёнными присутствовал на праздничном параде на стадионе «Динамо», куда ему удалось проникнуть по поддельным документам, и лично руководил подрывом трибуны для почётных гостей.

### Приостановка и попытка возобновления уголовного дела
Шамиль Басаев и Сулейман Эльмурзаев, признавшиеся в организации теракта на грозненском стадионе «Динамо», были убиты в результате спецопераций, проведённых в 2006—2007 годах федеральными и чеченскими спецслужбами. Басаев погиб при подрыве заминированного ФСБ грузовика в ингушском селе Экажево 10 июля 2006 года; Эльмурзаева ликвидировали 4 апреля 2007 года в селе Агишбатой Веденского района Чечни, за день до инаугурации чеченского президента Рамзана Кадырова. Кадыров, объявивший Эльмурзаева своим кровником, лично курировал подготовку операции по его уничтожению. После смерти обоих террористов прокуратура в том же 2007 году приостановила расследование взрыва на стадионе «Динамо». В январе 2008 года, выступая на радиостанции «Эхо Москвы», Рамзан Кадыров заявил, что все организаторы и исполнители убийства его отца мертвы.
В апреле 2009 года на пресс-конференции в Грозном президент Кадыров обвинил бывшего командира батальона «Восток» Сулима Ямадаева, находившегося в одной из больниц Дубая после совершённого на него покушения, в организации убийства своего отца Ахмата Кадырова. При этом Рамзан Кадыров не привёл никаких доказательств причастности Ямадаева к теракту 9 мая 2004 года, лишь отметив, что уверен в его виновности «на 70 процентов». 16 апреля 2009 года главное следственное управление по Южному федеральному округу опубликовало постановление о возобновлении уголовного дела по теракту на стадионе «Динамо», но уже три часа спустя отменило его, назвав «преждевременным» и «необоснованным» ввиду невозможности допросить основных фигурантов дела. Обвинения Рамзана Кадырова в адрес Сулима Ямадаева вызвали недоумение у сотрудников прокуратуры, которые вели расследование взрыва в Грозном в мае 2004 года: по утверждению следователей, братья Ямадаевы никогда не подозревались в организации этого теракта, так как являлись одними из самых близких соратников погибшего Ахмата Кадырова и не получали никакой выгоды от его смерти.

## Память
В Чечне в годовщину взрыва на стадионе «Динамо» наряду с празднествами, посвящёнными Дню Победы в Великой Отечественной войне, проводились траурные церемонии в память о погибших в теракте 9 мая 2004 года. В мечетях республики проходили поминальные молитвы, а к памятникам Ахмату Кадырову и на его могиле в селе Центорой возлагались цветы и венки. Траурные мероприятия сопровождались жертвоприношениями животных и раздачей их мяса нуждающимся и малоимущим.
На стадионе «Динамо» по поручению Рамзана Кадырова в первой половине 2007 года велась масштабная реконструкция, завершившаяся ко Дню Победы. Отремонтированный стадион, переименованный в честь покойного вице-спикера чеченского парламента Султана Белимханова, был торжественно открыт 8 мая 2007 года.

### Комментарии
1. ↑  В некоторых источниках указан как «Имурзаев».